# Moral laica
La moral laica o moral secular es la filosofía que trata la moralidad de forma independiente de las tradiciones religiosas. Se contrapone a la moral religiosa y a la identificación de la religión como fuente de la moralidad, y es el fundamento moral de librepensadores y humanistas, entre otros.

## Posiciones
El tema de la moralidad sin religión es tratado tanto por estudiosos como por escritores basados en la cultura popular, lo que incluye libros y estudios como The God Delusion (2006) de Richard Dawkins, The Science of Good and Evil (2004) de Michael Shermer, God Is Not Great (2007) de Christopher Hitchens, Can we be good without God (1996) de Paul Chamberlain, o Godless Morality: Keeping religion out of ethics (1999) de Richard Holloway.
Varias figuras de las tradiciones religiosas han afirmado que, si bien los no religiosos pueden actuar y actúan moralmente, la idea de la moral y las normas abstractas del bien y del mal no puede existir sin algún tipo de componente religioso. Por ejemplo, el académico y escritor C.S. Lewis hizo el argumento en Mero cristianismo de que, si lo sobrenatural y estándar objetivo de bien y mal no existe fuera del mundo natural, entonces el concepto de "bien" y "mal" se atasca en el Problema del ser y el deber ser, razón por la cual, las preferencias por una cierta norma moral sobre otra, es inherentemente insostenible y arbitrario, como preferir un sabor sobre otro en un alimento, o elegir un lado u otro en un camino.
Algunos pensadores no teístas, nihilistas y existenciales han apuntado que las cuestiones como el bien y el mal no tienen ningún significado y cualquier noción de moralidad es pura fantasía. El escritor y filósofo Albert Camus, hablaba del tema de la indiferencia del universo hacia el ser humano y el escaso sentido de la vida en su novela El extranjero, en la que el protagonista aceptaba la pena capital sin tristeza o sentimientos de justicia o moral.